# Callibaetis paulinus
Callibaetis paulinus är en dagsländeart som först beskrevs av Luisa Eugenia Navas 1924.  Callibaetis paulinus ingår i släktet Callibaetis och familjen ådagsländor. Inga underarter finns listade i Catalogue of Life.